# Список древнерусских архитектурных сооружений домонгольского периода
В списке древнерусских архитектурных сооружений домонгольского периода представлены древнерусские архитектурные памятники, возведённые до монгольского нашествия (1237) и сохранившиеся (хотя бы и в перестроенном виде) до конца XIX века.
Для каждой постройки указаны наименование, местонахождение, время возведения, степень сохранности (состояние), фотография (для объектов, по которым изображения доступны). Для удобства список разбит по историко-географическому принципу. Несохранившиеся постройки выделены серым цветом.

## Владимиро-Суздальская земля
| №   | Название                                   | Местонахождение      | Время постройки                                                 | Сохранность постройки | Фото |
| --- | ------------------------------------------ | -------------------- | --------------------------------------------------------------- | --- | ---- |
| 1.  | Спасо-Преображенский собор                 | Переславль-Залесский | 1152—1157.                                                      | Высокая. До 1891 года сохранялись крупные фрагменты фресок (единственный уцелевший до настоящего времени фрагмент в Государственном историческом музее). |      |
| 2.  | Церковь Бориса и Глеба                     | Кидекша              | 1152—1157.                                                      | Средняя. В 1660-е годы утрачены своды, глава и апсиды. Сохранились фрагменты фресок XII века. |      |
| 3.  | Успенский собор                            | Владимир             | 1158—1160 и 1186—1189 годы.                                     | Высокая. В интерьере фрагменты фресок XII века и фресок Андрея Рублёва и Даниила Чёрного 1408 года. В XIX веке пристроены притвор и колокольня. |      |
| 4.  | Золотые ворота                             | Владимир             | 1158—1164.                                                      | Средняя. Своды и надвратная церковь Ризположения выстроены заново в 1795—1810 годах. По бокам пристроены кордегардии. |      |
| 5.  | Дмитриевский собор                         | Владимир             | 1194—1197.                                                      | Хорошая. В ходе ошибочной «реставрации» 1837 года уничтожены галереи и лестничные башни, пристроенные к собору в начале XIII века. |      |
| 6.  | Собор Богородице-Рождественского монастыря | Владимир             | 1190—1192.                                                      | Белокаменный собор существовал до 1860 года, когда был разобран и вновь выстроен из кирпича Н. А. Артлебеном (своды были переложены из кирпича в XVII веке). Новодел уничтожен в советское время вместе с подлинной шатровой колокольней XVII века. Современный собор совершенно не похож на своего предшественника. |      |
| 7.  | Успенский собор Княгинина монастыря        | Владимир             | 1200—1202                                                       | Изначально кирпичная церковь, выстроена заново около 1500 года. От древнего храма уцелели нижние части стен. |      |
| 8.  | Палаты Андрея Боголюбского                 | Боголюбово           | Заложен в 1158 году, с XIII века занят монастырём.              | Низкая. Сохранилась лестничная башня (в XVIII веке перестроена в шатровую колокольню) и переход на хоры храма. От церкви Рождества Богородицы, рухнувшей в 1722 году, сохранилась только цокольная часть. |      |
| 9.  | Церковь Покрова на Нерли                   | Близ Боголюбова      | 1165—1166.                                                      | Хорошая. Утрачены галереи. |      |
| 10. | Успенский собор                            | Ростов               | 1161—1163, 1213—1231.                                           | Собор выстроен вновь в начале XVI века. Под землёй обнаружен древний Леонтьевский придел, расположенный в южной апсиде существующего храма. |      |
| 11. | Рождественский собор                       | Суздаль              | До 1105 (кирпичный), вновь выстроен в 1222—1225 (белокаменный). | Средняя. Сохранился до уровня аркатурно-колончатого пояса включительно. Уцелели часть фресок 1233 года, а также «золотые врата» XIII века в западном портале и южном притворе. |      |
| 12. | Георгиевский собор                         | Юрьев-Польский       | 1152—1157, вновь выстроен в 1234.                               | Средняя. Обрушился при Иване III. Восстановлен под руководством В. Ермолина без соблюдения прежних пропорций. Скульптурный декор перепутан. Нижние части здания сохранились неравномерно, верхняя их часть ограничена аркатурным поясом.                                                                             |      |

## Волынская земля
| №  | Название             | Местонахождение         | Время постройки                                   | Сохранность постройки | Фото |
| -- | -------------------- | ----------------------- | ------------------------------------------------- | --- | ---- |
| 1. | Успенский собор      | Владимир                | 1160.                                             | Средняя. Утрачены почти все своды и глава. Реконструкция 1900 г. (Котов) не отвечает современным представлениям о первоначальной форме храма. |      |
| 2. | Васильевская церковь | Владимир                | XII—XIII век (?)                                  | Высокая. В 1844 году пристроен нартекс, крыша покрыта жестью. Облик искажён — в 1900—1901 годах по проекту русского архитектора К. Козлова внешний вид церкви переделан в русско-византийском стиле. Достроено крыльцо, над нартексом появился второй ярус, где расположены колокола, увенчанный небольшой главой. Над ротондой построен луковичный купол на барабане, декорированном кокошниками. |      |
| 3. | Столпьенская башня   | село Столпье близ Хелма | XIII век (упомянута под 1205 и 1217 годами в ГВЛ) | Средняя. После разрушения монголами в ХІІІ-XIV веках не использовалась как оборонительное сооружение. Верхние ярусы башни множество раз перестраивались, часовня-ротонда на верхнем ярусе не сохранилась. |      |

## Галицкая земля
| №  | Название                     | Местонахождение             | Время постройки | Сохранность постройки | Фото |
| -- | ---------------------------- | --------------------------- | --------------- | --- | ---- |
| 1. | Церковь Святого Пантелеймона | село Шевченково близ Галича | ок. 1200.       | Средняя. Верхняя часть, включая своды, уничтожена при перестройке в костёл в 1611 г. Недавняя реконструкция не отвечает современным представлениям о первоначальной форме храма. |      |

## Городенское княжество
| №  | Название                           | Местонахождение | Время постройки | Сохранность постройки | Фото |
| -- | ---------------------------------- | --------------- | --------------- | --- | ---- |
| 1. | Борисоглебская церковь «на Коложе» | Гродно          | 1180-е гг.      | Сохранилась не полностью: её своды и глава исчезли давно, южная и часть западной стены обрушились в реку в результате оползня в 1853. |      |

## Киевская земля
| №   | Название                                                     | Местонахождение | Время постройки                                                      | Сохранность постройки | Фото |
| --- | ------------------------------------------------------------ | --------------- | -------------------------------------------------------------------- | --- | ---- |
| 1.  | Софийский собор                                              | Киев            | 1017—1022 или до 1037.                                               | Относительно высокая. В начале XVII века разрушена западная часть стен и галерей храма. Внешний вид сильно изменён в XVII—XVIII веках: выстроена заново часть западной стены и галереи, достроены приделы с новыми большими куполами, сделана отделка в стиле украинского барокко. В интерьере сохранились мозаики и фрески XI века, граффити XI—XII веков. |      |
| 2.  | Золотые ворота                                               | Киев            | 1037.                                                                | Крайне низкая. Уцелели нижние части стен XI века. Надвратная церковь Благовещения разрушена в древности. |      |
| 3.  | Успенский собор Киево-Печерского монастыря                   | Киев            | 1073—1089, в 1230-е годы возведены вновь своды, глава и южная стена. | Взорван в 1941 году. Восстановлен не по научной реконструкции первоначального вида, а с поздними пристройками и отделкой в стиле украинского барокко. Сохранились некоторые подлинные части здания XI века — главным образом в алтарной части. |      |
| 4.  | Троицкая надвратная церковь Киево-Печерского монастыря       | Киев            | ок. 1106.                                                            | Относительно высокая. Облик искажён отделкой фасадов и интерьера в стиле украинского барокко. |      |
| 5.  | Церковь Архангела Михаила Выдубицкого монастыря              | Киев            | 1070—1088.                                                           | Низкая. Сохранилась западная половина: нартекс с хорами и западные столбы наоса, без сводов, включённые в церковь 1766—1769 гг. |      |
| 6.  | Собор архангела Михаила Михайловского Златоверхого монастыря | Киев            | 1108—1113.                                                           | Полностью уничтожен в 1936 году. Сохранилась крещальня XII века. Восстановлен не по научной реконструкции первоначального вида, а с поздними пристройками и отделкой в стиле украинского барокко. Часть мозаик и фресок уцелела в музеях, уцелевшие до XX века фрески почти целиком погибли.                                                                |      |
| 7.  | Церковь Спаса на Берестове                                   | Киев            | Конец XI — начало XII века.                                          | Низкая. Сохранилась западная часть, включённая в церковь XVII века. |      |
| 8.  | Церковь Успения на Подоле («Пирогоща»)                       | Киев            | 1131—1136.                                                           | До разрушения не сохраняла древних главы и сводов. Взорвана в 1935 г., восстановлена по современному проекту. Сохранились фундамент и остатки стен. |      |
| 9.  | Церковь Кирилла Александрийского                             | Киев            | ок. 1140—1146.                                                       | Хорошая. Не сохранились верх главы и большая часть сводов. На рубеже XVII—XVIII веков переделана в стиле украинского барокко. Уцелели значительные фрагменты фресок XII века, частично переписанных в 1880-е гг. |      |
| 10. | Церковь Василия Великого (Трёхсвятительская)                 | Киев            | 1182—1183.                                                           | Не сохранилась. Верхняя часть выстроена заново в конце XVII века, а в 1936 г. храм снесён. |      |
| 11. | Церковь Василия Великого                                     | Овруч           | ок. 1190.                                                            | Средняя. Своды и купол — реконструкция Щусева, не отвечающая современным представлениям о первоначальной форме храма. |      |
| 12. | Георгиевский (Успенский) собор                               | Канев           | 1144.                                                                | Высокая. В начале XIX века переделана в ампирных формах — добавлены фронтоны и башни. |      |

## Новгородская земля
| №   | Название                                                       | Местонахождение    | Время постройки | Сохранность постройки | Фото |
| --- | -------------------------------------------------------------- | ------------------ | --------------- | --- | ---- |
| 1.  | Софийский собор                                                | Великий Новгород   | 1045—1052.      | Высокая. Неоднократно перестраивалась северная галерея. В 1893—1900 гг. собор был реставрирован В. В. Сусловым, что во многом определило его современный облик. Внутри сохранились фрагменты фресок 1108 г. (в основном в барабане купола, образ Спаса Вседержителя погиб в Великую Отечественную войну), бронзовые врата 1-й половины XII в. Из собора происходит ряд древних икон и других предметов искусства домонгольского времени. |      |
| 2.  | Николо-Дворищенский собор                                      | Великий Новгород   | Заложен в 1113. | Относительно высокая. В ходе недавней реконструкции восстановлены четыре малых главы и форма кровли (позакомарное покрытие). Нижняя часть интерьера отделена более поздними сводчатыми перекрытиями и превращена в подцерковье. К храму примыкают поздние пристройки, в том числе шатровая колокольня конца XVII в. |      |
| 3.  | Собор Рождества Богородицы Антониева монастыря                 | Великий Новгород   | 1117—1122.      | Высокая. Есть поздние пристройки. Искажена форма кровли. Частично сохранились фрески 1125 г. |      |
| 4.  | Георгиевский собор Юрьева монастыря (архитектор — Мастер Пётр) | Великий Новгород   | 1119—1130.      | Высокая. Искажена форма кровли. Внутри сохранились фрагменты фресок XII века, особенно хорошо сохранилась роспись придела в куполе над лестничной башней. |      |
| 5.  | Церковь Благовещения в Аркажах (на Мячине)                     | Великий Новгород   | 1179.           | Низкая. Своды, купол и вся западная часть здания построены в XVII веке. Сохранились боковые стены и алтарные апсиды (не на полную высоту). Во всех трех апсидах сохранились фрески 1189 г.. |      |
| 6.  | Церковь Рождества Богородицы на Перыни                         | Великий Новгород   | 1220-е гг.      | Высокая. В ходе реставрации возвращён первоначальный внешний вид. |      |
| 7.  | Собор Кирилловского монастыря на Нелезине                      | Новгородский район | 1196.           | Перестраивался в XVII в. Верх храма выстроен вновь в 1754 г. Храм был уничтожен во время войны, ныне не существует. |      |
| 8.  | Церковь Спаса на Нередице                                      | Великий Новгород   | 1198.           | Низкая. Сильно разрушена во время Великой Отечественной войны. Архитектура полностью восстановлена (утрачена большая часть фресок 1199 года). |      |
| 9.  | Церковь Петра и Павла на Синичьей горе (на Сильнищи)           | Великий Новгород   | 1185—1192.      | Высокая. Местная администрация планирует реставрацию памятника. |      |
| 10. | Церковь Параскевы-Пятницы на Торгу                             | Великий Новгород   | 1207.           | Средняя. В 1345 г. выстроены заново венчающие части и своды, барабан главы сделан в 1524 г. Построена в архитектурных формах смоленского зодчества, во многом схожа со Свирской церковью в Смоленске. |      |
| 11. | Церковь Успения на Торгу                                       | Великий Новгород   | 1135.           | Низкая. От древней церкви сохранились стены на высоту до 1.2 м. |      |
| 12. | Спасо-Преображенский собор Спасо-Преображенского монастыря     | Старая Русса       | 1198.           | Сильно перестроен в XV—XVII веках, от древнего храма уцелели нижние части стен. |      |
| 13. | Успенский собор Успенского Староладожского монастыря           | Старая Ладога      | 1160-е гг.      | Высокая. |      |
| 14. | Георгиевская церковь                                           | Старая Ладога      | ок. 1165.       | Высокая. Крупные фрагменты фресок XII века. |      |

## Переяславская земля
| №  | Название                                     | Местонахождение | Время постройки     | Сохранность постройки                                                                           | Фото |
| -- | -------------------------------------------- | --------------- | ------------------- | ----------------------------------------------------------------------------------------------- | ---- |
| 1. | Церковь Архангела Михаила («Юрьева божница») | Остёр           | Рубеж XI—XII веков. | Низкая. Разрушена в XVIII веке. Сохранилась только апсида храма и часть фресок начала XII века. |      |

## Полоцкая земля
| №  | Название                                                     | Местонахождение | Время постройки    | Сохранность постройки | Фото |
| -- | ------------------------------------------------------------ | --------------- | ------------------ | --- | ---- |
| 1. | Софийский собор                                              | Полоцк          | Середина XI века.  | Крайне низкая. Сохранились только апсиды и нижние части западной стены, встроенные в барочную базилику 1750-х гг.                                                                      |      |
| 2. | Спасо-Преображенская церковь Спасо-Ефросиниевского монастыря | Полоцк          | Середина XII века. | Относительно высокая. Внешний облик сильно искажен в Новое время. Внутри сохранились фрески XII века (идет расчистка от поздних записей, сохранилась практически вся площадь росписи). |      |
| 3. | Благовещенская церковь                                       | Витебск         | Середина XII века. | Не сохранила главы и сводов, а в 1961 г. разрушена. Восстановлена из современных материалов. В ныне существующей постройке сохранились подлинные фрагменты западной и южной стен.      |      |

## Псковская земля
| №  | Название                                        | Местонахождение | Время постройки | Сохранность постройки | Фото |
| -- | ----------------------------------------------- | --------------- | --------------- | --- | ---- |
| 1. | Собор Иоанна Предтечи                           | Псков           | 1130-е гг.      | Высокая. |      |
| 2. | Спасо-Преображенский собор Мирожского монастыря | Псков           | До 1156.        | Высокая. Внешний облик искажён (планируется реставрация). Практически полностью сохранился ансамбль фресок, созданных одновременно с храмом греческими мастерами. |      |

## Смоленская земля
| №  | Название                               | Местонахождение | Время постройки                              | Сохранность постройки | Фото |
| -- | -------------------------------------- | --------------- | -------------------------------------------- | --- | ---- |
| 1. | Церковь Петра и Павла на Городянке     | Смоленск        | ок. 1146, в конце XII в. обстроен галереями. | Хорошая. Галереи уничтожены давно, верх барабана рухнул в 1812. К 1963 г. реставрирован в первоначальных формах П. Д. Барановским.                                                    |      |
| 2. | Церковь Иоанна Богослова               | Смоленск        | 1176—1180.                                   | Имеет вид XVIII века. Уцелела от древнего храма только коробка стен. Галереи, приделы, своды, столбы и глава не сохранились. Изначально повторяла архитектуру Петропавловской церкви. |      |
| 3. | Церковь Михаила Архангела («Свирская») | Смоленск        | 1180—1197.                                   | Относительно высокая. Верхние части здания искажены, своды почти все переложены. |      |

## Черниговская земля
| №  | Название                           | Местонахождение | Время постройки                 | Сохранность постройки | Фото |
| -- | ---------------------------------- | --------------- | ------------------------------- | --- | ---- |
| 1. | Спасо-Преображенский собор         | Чернигов        | вероятно, 1-я половина XI века. | Относительно высокая. Нынешний облик — результат глубоких реставрационных воздействий. В XVIII веке часть сводов и конхи апсид переложены, на месте крещальни выстроена новая башня, а древняя северная башня — симметрично надстроена. Две боковые часовни сломаны в XVIII веке. К зданию примыкают поздние притворы. Мраморные колонны в интерьере обложены кирпичом. |      |
| 2. | Собор Бориса и Глеба               | Чернигов        | Между 1097 и 1123.              | Выше среднего. Своды поздние, алтарная часть и древние галереи не сохранилась. Первоначальный вид восстановлен в ходе глубокой реконструкции (Николай Холостенко). |      |
| 3. | Пятницкая церковь                  | Чернигов        | Начало XIII века.               | В конце XVII века перестроена в формах украинского барокко. Сильно разрушена в Великую Отечественную войну. Восстановлена Петром Барановским с глубокой реконструкцией предполагаемого первоначального вида. |      |
| 4. | Успенский собор Елецкого монастыря | Чернигов        | До 1097 или 1110—1120.          | Относительно высокая. Внешний вид искажён поздними куполами и пристройками. Фрагменты фресок XII века. |      |
| 5. | Ильинская церковь                  | Чернигов        | 1069(?) или начало XII века.    | Относительно высокая. Внешний вид искажен перестройками в стиле украинского барокко. |      |